# جورج كارستن
جورج كارستن (بالألمانية: George Karsten)‏ (و. 1863 – 1937 م) هو عالم نبات، وعالم طحالب، وأستاذ جامعي من ألمانيا . ولد في روستوك.
وكان عضو في الأكاديمية الألمانية للعلوم ليوبولدينا .
توفي في هاله ، عن عمر يناهز 74 عاماً.

## مناصب وهيئات
أدار جامعة بون، وجامعة كيل، وجامعة لايبتزغ، وجامعة هاله.